# Cheilodipterus artus
Cheilodipterus artus là một loài cá biển thuộc chi Cheilodipterus trong họ Cá sơn. Loài này được mô tả lần đầu tiên vào năm 1961.

## Từ nguyên
Tính từ định danh artus trong tiếng Latinh mang nghĩa là "gần nhau; dày đặc; chật hẹp", hàm ý có lẽ đề cập đến các sọc của loài cá này gần nhau hơn so với Cheilodipterus macrodon.

## Phân bố và môi trường sống
C. artus có phân bố rộng khắp khu vực Ấn Độ Dương - Thái Bình Dương, từ đảo Socotra và Đông Phi trải dài về phía đông đến quần đảo Marshall và Tuamotu, ngược lên phía bắc đến Nam Nhật Bản, giới hạn phía nam đến Úc và Nouvelle-Calédonie. Loài này có mặt tại vùng biển Việt Nam.
C. artus thường sống gần những cụm san hô nhánh, các kẽ hốc trên các rạn san hô hoặc trong đầm phá, độ sâu có thể lên đến 158 m.

## Mô tả
Chiều dài cơ thể lớn nhất được ghi nhận ở C. artus là 18,7 cm. Cá có răng nanh lớn ở hai hàm trước, hàm dưới có thêm ở hai bên. Thân trắng với khoảng 8–10 sọc ngang màu nâu vàng (sọc nâu mảnh hơn các khoảng trắng). Đốm đen ngay giữa cuống đuôi lan rộng dần thành một vệt đen mờ theo tuổi.
Số gai ở vây lưng: 6–7; Số tia vây ở vây lưng: 9; Số gai ở vây hậu môn: 2; Số tia vây ở vây hậu môn: 8; Số tia vây ở vây ngực: 13; Số vảy đường bên: 27–28; Số lược mang: 11–17.

## Sinh thái
Thức ăn của C. artus chủ yếu là những loài cá nhỏ.

## Thương mại
C. artus là một phần trong ngành thương mại cá cảnh.